# Grope 〜闇の中の小鳥たち〜
『Grope〜闇の中の小鳥たち〜』（グロープ やみのなかのことりたち）は、2003年3月28日にMay-Be SOFTから発売されたアダルトゲーム。および、それを原作とするアダルトアニメ。
2007年には、鈴木みら乃から本作を原作とする成人向けOVAが発売された。

## あらすじ
海上に浮かぶ学園都市を襲った大地震により、春休み中の学園内に閉じこめ
られてしまった主人公達。救助が来ることを期待して、生存者を捜しつつ、
脱出経路を探す毎日。果たして主人公達は無事に脱出し、助かることが出来るのだろうか……というサバイバルアドベンチャー。

## 登場人物
※声優はゲーム / OVA
河原 慎一（かわはら しんいち）
声：なし / ？
主人公。吹雪の幼なじみ。貴章の親友。ゲーム版は名前変更可能。
津村 貴章（つむら たかあき）
声：なし / ？
慎一や吹雪の親友で遊び友達。女性経験が豊富。吹雪に恋心を抱いているが、吹雪が慎一に気があることを感じているため冗談言いながら二人の間で悩んでいる。蛇塚先生を嫌っている。
桃瀬 吹雪（ももせ ふぶき）
声：矢沢泉 / 柚木かなめ
メインヒロイン。慎一の幼なじみ。バレーボール部のエースアタッカー。桜ヶ丘学園きっての美少女で男子生徒からも人気が高い。親同士の仲が良く、主人公と同じ学校に進学することになる。部活のため春休み帰省を1日遅らせて慎一と共に学園に来たところで地震に遭い、学園内に閉じこめられる。明るく前向きでリーダーシップを発揮する優等生。香村先生に憧れており香村のような体育教師を目指している。
千寿 水羽（せんじゅ みずは）
声：野神奈々 / 夏野こおり
ヒロインの一人。慎一の後輩。テニス部所属。慎一に恋心を抱いている。海上学園都市を建設した千寿財閥のお嬢様。本人はお嬢様と思われるのを嫌がり普通に接してくれることを望む。言葉遣いは非常に丁寧で、優しくて包容力のある女の子。

### ゲーム版の登場人物
以下はOVAには登場しません。
紀碕 すみれ（きのさき すみれ）
声：海原エレナ
ヒロインの一人。香村先生の進めで、水泳部に所属。クラスメイトだった虐められっこ。いつもおどおどびくびくしていて自分から意見を言うことは滅多にない。虐めて光線満載の女の子。実家の父親は酒乱で虐待を受けていた(香村先生しか知らない)。
香村 小百合（こうむら さゆり）
声：松田美菜
去年一年、慎一や吹雪の担任だった先生。体育教師で熱血。水泳部顧問。たまに熱くなりすぎて暴走することがあり、その後必ず鬱になる。学生時代の初恋の人と慎一を重ねている。
星 蓮実（ほし はすみ）
声：原由菓
すみれを虐めていた張本人。そのためすみれからは勿論、小百合先生や吹雪からも良く思われていない。すみれの一件で根に持っており小百合先生や吹雪を恨んでいる。非常にキツい性格で、応対も無愛想。いつも何かを企んでいるような雰囲気を持つ。
上篠 絵理華（かみしの えりか）
声：木村あやか
蓮実の腰巾着。明るく元気なレズっ娘。男性には目もくれず、小百合先生や吹雪に着いてまわる。特に吹雪は「お姉さま」と呼び慕う。
納野宮 響（ののみや ひびき）
声：海原エレナ
蓮実とは親しいが、本心では快く思っていない。着替え中に地震に巻き込まれたため下着姿で恥ずかしげもなく歩き回る。あっけらかんとしていて頭の中はHでいっぱいの色ボケ娘。絵理華と違い男性や女性でもHができる二刀流。
阿久津 魔亜子（あくつ まやこ）
声：GUNTA
新卒の社会人。慎一と吹雪の幼なじみで姉貴分。明るく頭の回転が速い頼れるお姉さん。結構お茶目さん。失恋して間もない傷心を癒すために慎一に会いに桜ヶ丘学園に来たところで地震に遭い、地盤沈下で学園内に閉じこめられる。慎一から魔亜姉と呼ばれおり、吹雪からは魔亜ちゃんと呼ばれている。吹雪をふーちゃんと呼んでいる。
河原 苺（かわはら いちご）
声：木村あやか
隠しキャラクター。慎一の義理の妹。食いしん坊で、おてんばなブラコン娘。実は河原家の養女で、本人と魔亜子以外は知らない。魔亜子よりも一足先に慎一に会いに桜ヶ丘学園に来たところで地震に遭い、下水道の入り口から入ってきてから迷い学園内に閉じこめられる。吹雪を恋敵としてライバル視している。魔亜子からちごちゃんと呼ばれている。魔亜子を魔亜姉と呼んでいる。
蛇塚 藤吉郎（へびづか とうきちろう）
声：なし
中年の男性。今年一年、慎一や吹雪の担任した日本史担当の先生。テニス部顧問。貴章とは犬猿の仲で、下の名前まで言われると怒り出す。以前からセクハラ教師の噂が絶えない危ない人。ネチネチと粘着的な言動や女子にエッチな行動が目立ち生徒から忌み嫌われている。香村先生をずっと狙っていた。

## スタッフ
- 企画・ディレクター：TOMO
- 原画：龍牙翔
- シナリオ：羽藤影恒
- チーフグラフィック：結城あると
- グラフィック：氷露、黒柳徹
- 音楽：tutti
- サウンドエフェクト：KAY
- プロデャサー：土谷友

## 主題歌
EDテーマ「HOPE」
作詞・作曲・歌：PaPa's Pleasure

## アダルトアニメ
2007年から2008年にかけて、鈴木みら乃から全2巻発売された。
- スタッフ
  - 監督：横山ひろみ
  - 作画監督：服部憲知（1st）、古林（2nd）
  - 背景監督：竹松美穂
  - 撮影監督：松井伸哉
  - 音響監督：倒海底王
  - 企画：姦三
  - プロデューサー：シャセイニヤケ
  - アニメーションプロデューサー：縦鎬ゆうき
  - 脚本：そのまん○東♪だぎゃ、PON（2nd）
  - 原画：林あすか、池田竜也
  - 音楽：山本敏行
  - 編集：新海コウキ
  - 絵コンテ：石神井太郎（1st）
  - 演出：臼井ぶんめー（2nd）
- DVD
  - 1st.「M〜エム〜」（2007年12月21日）
  - 2nd.「S〜エス〜」（2008年8月29日）